# Maciejowa Wola
Maciejowa Wola (deutsch Matzwolla, 1938 bis 1945 Balschdorf) ist ein Dorf in der polnischen Woiwodschaft Ermland-Masuren, das zur Landgemeinde Banie Mazurskie (Benkheim) im Powiat Gołdapski (Kreis Goldap) gehört.

## Geographische Lage
Maciejowa Wola liegt im Nordosten der Woiwodschaft Ermland-Masuren, 13 Kilometer westlich der jetzigen Kreisstadt Gołdap (Goldap) bzw. 15 Kilometer südlich der einstigen und heute auf russischem Staatsgebiet gelegenen Kreishauptstadt Darkehmen (1938 bis 1946 Angerapp, russisch Osjorsk).

## Geschichte
Bei dem nach 1565 Mocewalle, nach 1584 Matzewalde, nach 1590 Macewolle, nach 1603 Maczewalle und bis 1938 Matzwolla genannten Ort handelte es sich vor 1945 um ein weit gestreutes Dorf.
Im Jahr 1874 wurde der Ort in den neu errichteten Amtsbezirk Rogahlen (polnisch Rogale) eingegliedert, der – 1939 in „Amtsbezirk Gahlen“ umbenannt – bis 1945 bestand und zum Kreis Darkehmen (1939 bis 1945 „Landkreis Angerapp“) im Regierungsbezirk Gumbinnen der preußischen Provinz Ostpreußen gehörte.
184 Einwohner waren im Jahr 1910 in Matzwolla gemeldet. Ihre Zahl verringerte sich bis 1925 auf 172, betrug 1933 noch 167 und belief sich 1939 nur noch auf 144.
Am 3. Juni des Jahres 1938 wurde Matzwolla aus politisch-ideologischen Motiven der Vermeidung fremdländisch klingender Ortsnamen in „Balschdorf“ umbenannt.
Als der Ort 1945 in Kriegsfolge mit dem südlichen Ostpreußen zu Polen kam, erhielt er die polnische Namensform „Maciejowa Wola“. Heute ist er eine Ortschaft im Verbund der Landgemeinde Banie Mazurskie im Powiat Gołdapski, vor 1998 der Woiwodschaft Suwałki, seither der Woiwodschaft Ermland-Masuren zugehörig.

## Religionen
Matzwolla war vor 1945 in die evangelische Kirche in Rogahlen (1938 bis 1945 Gahlen, polnisch Rogale) im Kirchenkreis Darkehmen/Angerapp in der Kirchenprovinz Ostpreußen der Kirche der Altpreußischen Union bzw. in die katholische Kirche in Goldap im Dekanat Masuren II (Sitz: Johannisburg, polnisch Pisz) im Bistum Ermland eingepfarrt.
Heute ist die einst evangelische Kirche in Rogale katholische Pfarrkirche, eine Filialkirche zur Pfarrei Żabin (Klein Szabienen, 1938 bis 1945 Kleinlautersee) im Dekanat Gołdap im Bistum Ełk (Lyck) der Römisch-katholischen Kirche in Polen. Die evangelischen Kirchenglieder gehören jetzt nach Gołdap zur dortigen Filialkirche von Suwałki in der Diözese Masuren der Evangelisch-Augsburgischen Kirche in Polen.

## Verkehr
Maciejowa Wola liegt ein wenig abseits vom Verkehrsgeschehen an einer Nebenstraße, die von Obszarniki (Abschermeningken, 1932 bis 1945 Almental) an der polnisch-russischen Staatsgrenze über Skaliszkiejmy (Skallischkehmen, 1938 bis 1945 Großsteinau) nach Klewiny (Klewienen, 1938 bis 1945 Tannenwinkel) führt.